# Верх-Каргатский сельсовет (Каргатский район)
Верх-Каргатский сельсовет — сельское поселение в Каргатском районе Новосибирской области Российской Федерации.
Административный центр — село Верх-Каргат.

## История
Статус и границы сельского поселения установлены Законом Новосибирской области от 2 июня 2004 года № 200-ОЗ «О статусе и границах муниципальных образований Новосибирской области»

## Население
| 2002 | 2010 | 2012 | 2013 | 2014 | 2015 | 2016 |
| ---- | ---- | ---- | ---- | ---- | ---- | ---- |
| 768  | ↘512 | ↘471 | ↘454 | ↘441 | ↘435 | ↗437 |
| 2017 | 2018 | 2019 | 2020 | 2021 |      |      |
| ↗438 | ↘425 | ↘410 | ↘403 | ↘383 |      |      |

## Состав сельского поселения
| № | Населённый пункт | Тип населённого пункта       | Население |
| - | ---------------- | ---------------------------- | --------- |
| 1 | Верх-Каргат      | село, административный центр | ↘420      |
| 2 | Натальинский     | посёлок                      | ↗92       |